# (500211) 2012 HM32
(500211) 2012 HM32 es un asteroide perteneciente al cinturón de asteroides, descubierto el 28 de abril de 2004 por el equipo del Spacewatch desde el Observatorio Nacional de Kitt Peak, Arizona, Estados Unidos.

## Designación y nombre
Designado provisionalmente como 2012 HM32.

## Características orbitales
2012 HM32 está situado a una distancia media del Sol de 2,547 ua, pudiendo alejarse hasta 2,750 ua y acercarse hasta 2,345 ua. Su excentricidad es 0,079 y la inclinación orbital 0,829 grados. Emplea 1485,48 días en completar una órbita alrededor del Sol.

## Características físicas
La magnitud absoluta de 2012 HM32 es 17,3.